# Wiktor Iwanenko
Wiktor Wałerijowycz Iwanenko, ukr. Віктор Валерійович Іваненко, ros. Виктор Валерьевич Иваненко, Wiktor Walerjewicz Iwanienko (ur. 5 sierpnia 1970 w Sumach) – ukraiński piłkarz, grający na pozycji obrońcy, trener piłkarski.

## Kariera piłkarska

### Kariera klubowa
Wychowanek DJuSSz Frunzeneć Sumy. Pierwszy trener - Mykoła Abramow. W 1991 rozpoczął karierę piłkarską w klubie Frunzeneć Sumy. W następnym roku wyjechał do Rosji, gdzie został piłkarzem klubu Skat Jełabuga. Po roku powrócił do Ukrainy, gdzie w sezonie 1992/93 bronił barw zespołu Awtomobilist Sumy. Potem występował w amatorskiej drużynie Budiwelnyk Sumy. Przez chorobę był zmuszony na rok przerwać występy. Następnie podtrzymywał formę sportową w zespole Jawir Krasnopole. W 1996 grał w klubie Wiktor Zaporoże, skąd na początku następnego roku przeszedł do Metalista Charków, dokąd zaprosił go główny trener Mychajło Fomenko, z którym pracował wcześniej w sumskiej drużynie. W końcu 2003 zakończył karierę piłkarską w Spartaku Sumy.

## Kariera trenerska
Po zakończeniu kariery piłkarskiej rozpoczął pracę szkoleniowca. Od maja do czerwca 2006 pełnił obowiązki głównego trenera klubu Spartaka Sumy. W lipcu 2006 ponownie stał na czele sumskiego klubu, którym kierował do 28 listopada 2006, kiedy klub został rozformowany.

## Sukcesy i odznaczenia

### Sukcesy klubowe
- brązowy medalista Perszej lihi: 1998

### Sukcesy indywidualne
- 8-11. miejsce w klasyfikacji strzelców Wyższej Ligi: 1999/00 (10 goli)